# Family〜旅立ちの朝〜
「Family〜旅立ちの朝〜」（ファミリー たびだちのあさ）は、THE ポッシボーの12枚目のシングル。2009年9月9日にTN-mixから発売された。

## 解説
- メジャーでの4thシングル。
- 大瀬楓卒業後、5人体制での最初の作品となった。
- 初回生産限定盤と通常盤の2形態でリリースされ、初回生産限定盤には「Family〜旅立ちの朝〜」のミュージック・ビデオなどを収録したDVDが同梱されている。

## 収録曲

### 全盤共通
1. Family〜旅立ちの朝〜
作詞：つんく、作曲：中島卓偉、編曲：山崎淳
2. サヨウナラなんて
作詞・作曲：つんく、編曲：田中直
3. Family〜旅立ちの朝〜（Instrumental）
4. サヨウナラなんて（Instrumental）

#### 初回生産限定盤付属DVD
1. Family〜旅立ちの朝〜（MUSIC CLIP）
2. Family〜旅立ちの朝〜（メイキング映像）
3. Family〜旅立ちの朝〜（おまけ/歌詞あり）

## タイアップ
- 日本クラフトフーズ「リカルデント」キャンペーンソング